# Illovo (fleuve)
L' Illovo (en anglais : Lovu River) est un cours d'eau et un fleuve côtier situé dans la province du KwaZulu-Natal, en Afrique du Sud, qui a son embouchure dans l'Océan Indien. 

## Géographie
D'environ 70 km de longueur, le fleuve côtier Illovo prend sa source dans les hauteurs des environs de Richmond, près des monts Drakensberg, et se jette dans la station balnéaire Illovo Beach (en), dans l'Océan Indien près de Winklespruit, dans la municipalité métropolitaine eThekwini, à environ 30 km au sud de Durban. 

### Bassin versant
Ce fleuve côtier a un bassin versant d'environ 830 km2. Il coule entre la rivière Mlazi (rivière Umlazi) et rivière Mkomazi (rivière Umkomaas).

## Affluents
- Mwgahumbe (rg[note 3])[note 4]

## Hydrologie
Son régime hydrologique est dit pluvial océanique.

## Aménagements et écologie
L'eau est utilisée à des fins domestiques le long de la côte sud du Natal et coule dans le cours inférieur pour l'irrigation des champs de canne à sucre. La rivière et la station balnéaire portent le nom des arbres mlovo qui poussent sur la rive du fleuve.

## Étymologie
Le nom Illovo est dérivé du nom zoulou d'un arbre appelé "ilovo".